# Assassin's Creed Odyssey : L'Héritage de la Première Lame
Assassin's Creed Odyssey : L'Héritage de la Première Lame (en anglais, Assassin's Creed Odyssey - Legacy of the First Blade) est un contenu téléchargeable additionnel (DLC) de Assassin's Creed Odyssey développé par Ubisoft Singapour et édité par Ubisoft. L'Héritage de la Première Lame se compose de trois épisodes : La traque (Hunted), L'héritage de l'ombre (Shadow Heritage) et Lignée (Bloodline). Les épisodes ont été publiés périodiquement entre décembre 2018 et mars 2019 pour Microsoft Windows, PlayStation 4 et Xbox One. L'extension suit un mercenaire grec légendaire connu sous le nom de Eagle Bearer alors qu'il fait face à une nouvelle menace pour le monde grec sous la forme de l'Ordre des Anciens, une organisation précurseur de l'Ordre des Templiers moderne, qui sert d'antagoniste principal de la série Assassin's Creed.
L'héritage de la Première Lame est la première grosse extension de Assassin's Creed Odyssey . Il a reçu un accueil mitigé de la part des publications spécialisées du jeux vidéo. La qualité globale et notamment l'histoire et les personnages attachants ont été salués.

## Système de jeu
L'héritage de la Première Lame est une extension du jeu Assassin's Creed Odyssey. Ce DLC se déroule dans la même période que la guerre du Péloponnèse, menée par la Ligue du Péloponnèse dirigée par Sparte contre la Ligue de Délos dirigée par Athènes entre 431 et 404 avant J.C.. Le joueur assume le rôle d'un misthios grec connu sous le nom de Eagle Bearer. Selon le choix du joueur dans Odyssey, l'identité de l'Eagle Bearer est soit Alexios, soit Kassandra.
L'Héritage de la Première Lame est sorti en format épisodique et présente une continuation des éléments de jeu de rôle d'Odyssey. Le contenu de l'extension est accessible à un joueur ayant atteint le niveau 29, et une fois l'épisode 7 de la campagne principale sur l'île de Naxos terminé. Les joueurs rencontreront des personnages non-joueurs qui ont besoin d'aide et proposeront aux joueurs des objectifs à atteindre lorsqu'ils exploreront les régions spécifiques. Le jeu contient des options de dialogue, qui déterminent comment le joueur répond aux autres personnages pendant les conversations et les cinématiques,,. Le DLC permet également aux joueurs d'accéder à trois nouvelles compétences de combat,,.
Au cours de l'histoire, le joueur développe une relation avec un personnage non-joueur, Neema pour Alexios et Natakas pour Kassandra. À la fin du deuxième épisode, ils auront un fils ensemble, quelles que soient les options de dialogue choisies par le joueur.

## Trame
Située entre les années 429 et 424 avant J-C, cette extension raconte une partie de l'histoire de Kassandra alors qu'elle est en plein conflit avec le Culte de Kosmos. Elle devra faire face à une nouvelle menace : l'Ordre des Anciens.
La traque
Kassandra revient en Macédoine et rencontre le rebelle perse Darius, recherché par l'Ordre des Anciens pour le tuer avec son fils Natakas et Kassandra, cette dernière pour être l'héritière d'une lignée trop puissante pour que la paix ne dure, ainsi l'Ordre commet des massacres pour les forcer à sortir de leur cachette. Kassandra retrouve Pactyas, le Chasseur de l'Ordre, et le tue, mais au moment de mourir, il révèle que Darius, de son vrai nom Artabanus, est un traitre de l'Ordre. Darius avoue avoir rejoint autrefois un groupe de rebelles avec Pactyas et son ami Amorges, avec qui il a assassiné le roi Xerxes Ier, mais quand le sort du fils de Xerxes, Artaxerxes, a été en jeu, Darius voulait le tuer pour mettre fin à la tyrannie, tandis que Pactyas et Amorges ont voulu lui donner une chance avant de rejoindre l'Ordre pour apporter la paix en Perse. Darius a malgré tout tenté de tuer Artaxerxes, mais Amorges l'en a empêché et Darius a dû fuir, accusé de traitrise, avec son fils, le reste de sa famille a été tué. Darius et Natakas décident de fuir et se cacher seuls.
L'héritage de l'ombre
Kassandra se rend en Achaia où elle retrouve Darius et Natakas. La Tempête, un homme de l'Ordre, a mis en place un blocus naval autour de la région et organise des ratonnades chez les réfugiés macédoniens pour empêcher la fuite de Darius et Natakas. Kassandra affaiblit l'influence de l'Ordre en sabotant la construction d'un lance-flammes embarqué et en coulant la flotte de la Tempête, avec l'aide de Kleta, la mère de la Tempête, qui sait que l'Ordre a toujours méprisé le marin. Darius et Natakas décident alors de rester en Grèce et de s'installer en Achaia. Quelque temps plus tard, Kassandra et Natakas ont un fils, Elpidios.
Lignée
Kassandra a quitté la vie de Misthios pour vivre simplement avec Darius, Natakas et Elpidios. Quand Amorges et l'Ordre attaque le village où ils s'étaient installes, Natakas meurt et Elpidios est enlevé. Kassandra et Darius partent pour Messenia, où l'Ordre a sa base grecque. Ils parviennent à piéger Amorges hors de leur forteresse, mais celui-ci refuse de rendre l'enfant car la vie violente de Kassandra finira par le blesser, et que l'Ordre est une idée perdurera d'une façon ou d'une autre. Darius promet de trouver un moyen de combattre l'Ordre par des idées aussi fortes et se réconcilie avec son vieil ami avant que celui ci meure. Kassandra reconnait qu'Amorges a vu juste et confie Elpidios à son grand-père, loin d'elle. Darius et Elpidios partent pour lÉgypte, où Elpidios et sera l'ancêtre d'Aya d'Alexandrie, épouse de Bayek de Siwa et fondatrice des Assassins.

## Développement et sortie
L'Héritage de la Première Lame est le premier DLC d'Assassin's Creed Odyssey. Les trois épisodes sont sortis numériquement sur PC via Steam et Uplay, PlayStation 4 via PlayStation Network et Xbox One via Xbox Live entre le 4 décembre 2018 et le 5 mars 2019. Le Season pass du jeu permet aux joueurs d'accéder aux épisodes individuels lorsqu'ils sont disponibles.
En réponse aux commentaires négatifs des joueurs sur la fin du deuxième épisode Ubisoft a publié un patch qui introduit une version modifiée d'une cinématique jouée à sa fin. Les changements introduits par le patch consistaient en la modification de deux dialogues, la suppression d'une scène de baiser et le changement de nom d'un succès.